# Testament (powieść Johna Grishama)
Testament (ang. The Testament) – thriller prawniczy z 1999 roku autorstwa amerykańskiego pisarza Johna Grishama.